# 1935年の宝塚歌劇公演一覧
本項目では、1935年の宝塚歌劇公演一覧（1935ねんのたからづかかげきこうえんいちらん）について示す。

## 一覧
（）内は、作者または演出者名。

### 宝塚公演

#### 雪組
- 1月1日 - 1月24日　宝塚大劇場
  - 『戀慕流し』（久松一聲）
  - 『浮む瀨の盃』（楳茂都陸平）　　
  - 『メルヘンランド』（中西武夫）

＊1月25日宝塚大劇場工事火災。復旧工事開始。

#### 月組
- 2月1日 - 2月9日　宝塚中劇場
  - 『枕物狂』（久松一聲）　
  - 『薔薇の精』（楳茂都陸平）
  - 『四人の歩哨』（岸田辰彌）
  - 『髑髏尼』（小野晴通）　
  - 『美しき千萬長者』（白井鐵造）

- 2月10日 - 2月28日　宝塚中劇場
  - 『枕物狂』（久松一聲）　　
  - 『薔薇の精』（楳茂都陸平）　　
  - 『髑髏尼』　（小野晴通）
  - 『美しき千萬長者』（白井鐵造）　
  - 『俺はナポレオンではない』（坪井正直）

#### 花組
- 3月1日 - 3月31日 宝塚中劇場	
  - 『起居舞』（楳茂都陸平）
  - 『レッド・ポニイ』（加藤忠松）
  - 『長谷雄双紙』（久松一聲）
  - 『ジョコンダ姫の扇』（小笠原喜美子　作、白井鐵造　演出）

#### 星組
＊宝塚大劇場再建
- 4月1日 - 4月15日　宝塚大劇場	
  - 『寶三番叟』（久松一聲、水田茂　演出）
  - 『うわなり鏡』（久松一聲）　
  - 『心の灯』（白井鐵造）
  - 『春のをどり<流線美>』（楳茂都陸平）

- 4月16日 - 4月30日　宝塚大劇場
  - 『おゝハリエット』（岸田辰彌）　
  - 『うわなり鏡』（久松一聲）　
  - 『心の灯』（白井鐵造）　　
  - 『春のをどり<流線美>』（楳茂都陸平）

#### 花組
- 5月1日 - 5月31日　宝塚大劇場	
  - 『夜鶴双紙』（小野晴通）
  - 『アメリカン・ラプソディ』（宇津秀男）　　
  - 『身替り聟』（塩谷孝太郎）
  - 『明け行く太平洋』（海軍省軍事普及部作、吉富一郎　演出）

#### 星組
- 5月3日 - 5月12日　宝塚中劇場	
  - 『飛鳥少女』（本多和子）　
  - 『フロラ行狀記』（堀田道雄　作、加藤忠松　演出）
  - 『箱根唄』（久松一聲）　　
  - 『マリアンカ』（横田邦造　作、岸田辰彌　演出）

#### 月組
- 6月1日 - 6月30日　宝塚大劇場
  - 『白鳥城譚』（毛利章夫　作、岸田辰彌）
  - 『盗み酒』（塩谷孝太郎）　　
  - 『モオンブルウメン』（堀正旗）

#### 雪組
- 7月1日 - 7月31日　宝塚大劇場	
  - 『育王山獻燈』（久松一聲）
  - 『磁石』（水田茂）
  - 『愛と企み』（中西武夫）
  - 『狐ヶ原』（竹原光三）

#### 星組
- 8月1日 - 8月31日　宝塚大劇場	
  - 『婚禮はお預け』（久松一聲）　　
  - 『弓師』（竹原光三）
  - 『マリオネット』（白井鐵造）

#### 花組
- 9月1日 - 9月24日　宝塚大劇場	
  - 『靈泉』（小野晴通）
  - 『番傘お練り』（久松一聲）
  - 『マリオネット』（白井鐵造）

#### 月組
- 9月25日 - 10月31日　宝塚大劇場	
  - 『仇討以上』（久松一聲）
  - 『七日公爵』（小林恒夫　作、内村禄哉　演出）
  - 『寶塚むすめ祭』（水田茂、吉富一郎）

#### 雪組
- 11月1日 - 11月30日　宝塚大劇場	
  - 『戀愛策略』（坪井正直）　
  - 『出埃及』（楳茂都陸平）
  - 『土蜘』（塩谷孝太郎）
  - 『ブロンドローレ』（堀正旗）

#### 星組
- 12月1日 - 12月28日　宝塚中劇場	
  - 『錦城復興』（平野三樹　作、坪井正直　演出）　　
  - 『マダム・ペイトン』（東信一）
  - 『新婚第一課』（久松一聲）　　
  - 『バービイ』（中西武夫）

### 東京公演

#### 花組
- 1月1日 - 1月29日　東京宝塚劇場
  - 『軍艦旗に栄光あれ』（酒井慶三　作、吉富一郎　演出）
  - 『小鍛冶』（久松一聲）
  - 『野すみれ』（白井鐵造）

#### 星組
- 2月1日 - 2月26日　東京宝塚劇場
  - 『メキシコの薔薇』（佐藤邦夫　作、白井鐵造　演出）
  - 『鏡獅子』（水田茂）
  - 『プリンセス・ナネット』（岸田辰彌）

#### 月組
- 3月27日 - 4月29日　東京宝塚劇場
  - 『俺はナポレオンではない』（坪井正直）
  - 『髑髏尼』（小野晴通）
  - 『美しき千萬長者』（白井鐵造）
  - 『宝塚むすめ祭』（水田茂）

#### 雪組
- 5月2日 - 5月26日　東京宝塚劇場
  - 『明け行く太平洋』（吉富一郎　演出）
  - 『馬錢の花』（坪井正直）
  - 『メルヘンランド』（中西武夫）

#### 星組
- 6月1日 - 6月30日　東京宝塚劇場
  - 『心の灯』（白井鐵造）
  - 『連獅子』（楳茂都陸平）
  - 『ロミオとジュリエット』（坪内士行　改修）
  - 『流線美』（楳茂都陸平）

#### 花組
- 7月1日 - 7月29日　東京宝塚劇場
  - 『兄弟弟彦』（岸勇）
  - 『アメリカン・ラプソディ』（宇津秀男）
  - 『身替り聟』（塩谷孝太郎）
  - 『ジョコンダ姫の扇』（小笠原喜美子　作、白井鐵造　演出）

#### 月組
- 8月1日 - 9月1日　東京宝塚劇場
  - 『姉川巷談』（小野晴通）
  - 『盗み酒』（塩谷孝太郎）
  - 『モオンブルウメン』（堀正旗）

#### 雪組
- 9月4日 - 9月30日　東京宝塚劇場
  - 『弓の勘太』（岸いさむ）
  - 『美はしの君』（亀井得美雄　作、宇津秀男　演出）
  - 『磁石』（水田茂）
  - 『ワルツの女王』（白井鐵造）

#### 星組
- 10月3日 - 10月31日　東京宝塚劇場
  - 『大名は嫌ひだ』（久松一聲）
  - 『身替り座禪』（竹原光三）
  - 『マリオネット』（白井鐵造）

#### 花組
- 11月1日 - 11月13日　東京宝塚劇場
  - 『夜鶴双紙』（小野晴通）
  - 『踊くらべ』（竹原光三）
  - 『マリオネット』（白井鐵造）

- 11月14日 - 11月26日　東京宝塚劇場
  - 『靈泉』（小野晴通）
  - 『奴道成寺』（水田茂）
  - 『マリオネット』（白井鐵造）

#### 月組
- 11月29日 - 12月29日　東京宝塚劇場
  - 『仇討以上』（久松一聲）
  - 『裸山の一夜』（楳茂都陸平）
  - 『玉蟲祈願』（小野晴通）
  - 『七日公爵』（吉富一郎　演出）

### 宝塚・東京以外の公演
- 花組　2月1日・2日　名古屋公会堂

- 月組　5月1日・2日　名古屋

- 星組　5月17日 - 5月26日　横浜宝塚劇場
  - 『寶三番叟』（久松一聲）
  - 『アルルの女』（白井鐵造）
  - 『奴道成寺』（水田茂）
  - 『シェーネスベルリン』（堀正旗）

- 雪組　6月16日　大阪・中央公会堂

- 星組　9月13日・14日　大阪・朝日会館

- 花組　10月12日 - 10月27日　京都宝塚劇場
  - 『宝三番叟』（久松一聲）
  - 『奴道成寺』（水田茂）
  - 『花詩集』（白井鐵造）

- 星組　11月3日 - 11月12日　名古屋宝塚劇場

（公演演目は上記花組・京都宝塚劇場と同じ）
- 花組　12月8日　大阪・中央公会堂